# غي توفرون
غي توفرون هو بوَّاق كلاسيكي ولد في يوم 15 فبراير سنة 1950.

## سيرة شخصية
بدأ غي دراسته الموسيقية في سن العاشرة في فيشي، فتعلم العزف على آلة الشياع. وفي عام 1967 دخل المعهد الوطني العالي للموسيقى في باريس؛ وفي عام 1969، حصل على الجائزة الأولى لعازفي البوق.